# Peter Hagoort

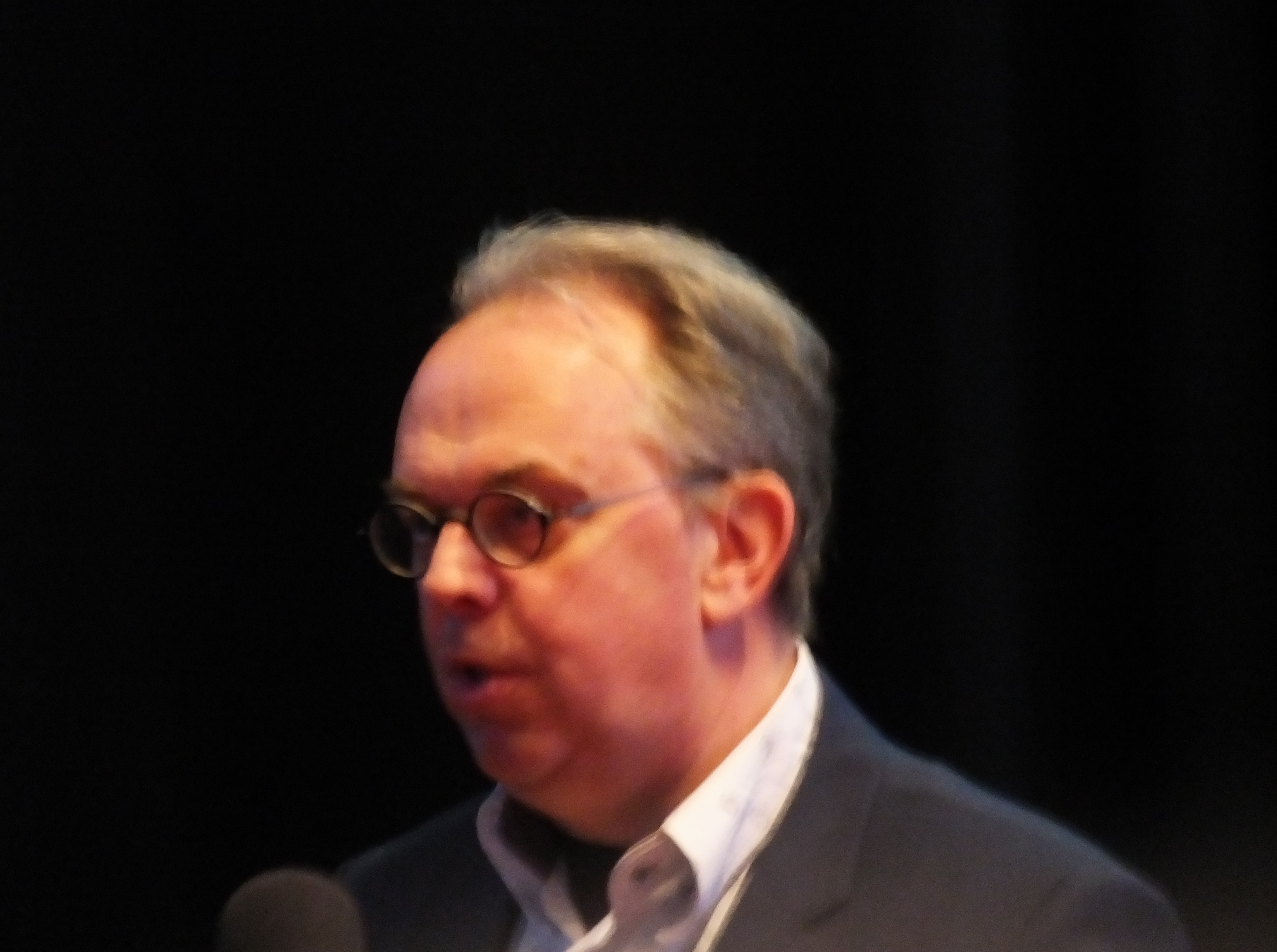
Peter Hagoort

Peter Hagoort (* 19. Januar 1954 in Oudewater) ist ein niederländischer Neurowissenschaftler, der sich mit Neurobiologie der Sprache befasst.
Hagoort studierte Psychologie und Biologie an der Universität Utrecht und experimentelle Psychologie an der Radboud-Universität Nijmegen, an der er 1990 promoviert wurde. Danach war er Projektleiter am Max-Planck-Institut für Psycholinguistik in Nijmegen. Er ist seit 1999 Professor an der Radboud-Universität Nijmegen (am Institut für Kognition und Informatik, NICI) und in Nijmegen Gründungsdirektor (1999) des Donders Institut (Centre for Cognitive Neuroimaging, DCCN) und außerdem Direktor am Max-Planck-Institut für Psycholinguistik in Nijmegen (seit 2006).
Er verwendet bildgebende Verfahren wie PET, MEG und funktionale MRI um Sprachverarbeitung im Gehirn zu studieren. Er untersuchte zum Beispiel, wie Patienten mit Sprachstörungen (wie bei Patienten mit Aphasie, Dyslexie, Autismus) diese auf anderen Wegen wieder ausgleichen. Er studierte die Vorgänge beim Sprechen und fand, dass Probanden die grammatikalische Form eines Wortes schon rund 40 Millisekunden eher wissen als die erste Silbe und dass weitere 120 Millisekunden vergehen, bis die komplette Aussprache parat ist.
Er befasst sich auch mit dem Ineinandergreifen linguistischer Funktionen mit anderen (wie Gesten) und untersuchte auch andere kognitive Fähigkeiten und die sozialen Auswirkungen der kognitiven Neurowissenschaften.
2005 erhielt er den Spinoza-Preis und 2008 den Heymans-Preis. Er ist Mitglied der Königlich Niederländischen Akademie der Wissenschaften (KNAW). 2003 erhielt er den Hendrik-Muller-Preis der KNAW und wurde 2012 Akademie-Professor der KNAW. 2004 wurde er Ritter vom Orden des Niederländischen Löwen. Er ist Ehrendoktor der Universität Glasgow und Mitglied der Academia Europaea (2012). 2018 wurde Hagoort in die National Academy of Sciences gewählt, 2025 in die British Academy.

## Schriften (Auswahl)
- Peter Hagoort, Lea Hald, Marcel Bastiaansen, Karl Magnus Petersson: Integration of Word Meaning and World Knowledge in Language Comprehension. In: Science. Band 304, 2004, S. 438–441.
- R. M. Willems, A. Özyürek, P. Hagoort: When language meets action: The neural integration of gesture and speech. In: Cerebral Cortex. Band 17, 2007, S. 2322–2333.
- P. Hagoort, W. J. M. Levelt: The speaking brain. In: Science. Band 326, 2009, S. 372–373.
- L. Menenti, S. M. E. Gierhan, K. Segaert, P. Hagoort: Shared language: Overlap and segregation of the neuronal infrastructure for speaking and listening revealed by functional MRI. In: Psychological Science. Band 22, 2011, S. 1173–1182.
- René Scheeringa, Pascal Fries, Karl-Magnus Petersson, Robert Oostenveld, Iris Grothe, David G. Norris, Peter Hagoort, Marcel C.M. Bastiaansen: Neuronal dynamics underlying high- and low-frequency EEG oscillations contribute independently to the human BOLD signal. In: Neuron. Band 69, 2011, S. 572–558.
- Anne Kösem, Hans Rutger Bosker, Atsuko Takashima, Antje Meyer, Ole Jensen, Peter Hagoort: Neural Entrainment Determines the Words We Hear. In: Current Biology. Band 28, Nr. 18, 2018, S. 2867–2875.e3, doi:10.1016/j.cub.2018.07.023.
- A. Kösem, H. R. Bosker, O. Jensen, P. Hagoort, L. Riecke: Biasing the Perception of Spoken Words with Transcranial Alternating Current Stimulation. In: J Cogn Neurosci. Band 32, Nr. 8, Aug 2020, S. 1428–1437. doi:10.1162/jocn_a_01579.
- Bohan Dai, James M. McQueen, René Terporten, Peter Hagoort, Anne Kösem: Distracting linguistic information impairs neural tracking of attended speech. In: Current Research in Neurobiology. Band 3, 2022, 100043, doi:10.1016/j.crneur.2022.100043.
- Heilbron, M., Armeni, K., Schoffelen, J. M., Hagoort, P., & De Lange, F. P. (2022): A hierarchy of linguistic predictions during natural language comprehension. Proceedings of the National Academy of Sciences, 119(32), e2201968119.
- The language marker hypothesis. In: Cognition. Volume 230, 2023, 105252, doi:10.1016/j.cognition.2022.105252.